# 海派川菜
海派川菜是上海特色的川菜流派，是上海人在传统川菜的基础上以自身口味改造而来的菜式。与淮扬菜结合的海派川菜又称为川扬菜。现时上海知名的海派川菜馆包括梅龙镇酒家、绿杨村酒家、洁而精川菜馆等。

## 历史
川菜最早于清末出现于上海。位于福州路上的式式轩是上海第一家川菜馆。1914年出版的《上海指南》罗列了当时沪上颇有名气的川菜馆，如古渝轩、醉沤斋等。国民革命军北伐胜利后，因北伐军中多川人，川菜开始在上海盛行。著名报人严独鹤曾有记载：“自光复以后，伟人、政客、遗老、杂居斯土，饕餮之风、因而大盛。旧有之酒席，殊不足餍若辈之食，于是闽、川馆，乃应运而兴。”吴承联《旧上海茶馆酒楼》一书中提到1930年代上海最知名的川菜馆是爱多亚路（今延安东路）上的都益处川菜馆。当时许多文人雅士皆在此聚餐，如郑孝胥组织的消寒会、柳亚子等发的新南社等。鲁迅也曾在其日记里提到与友人在都益处聚餐的经历。
川菜入沪后，为适应上海食客的口味，川菜馆开始对传统川菜进行了较大的改造与创新，逐渐于20世纪20、30年代形成了海派川菜的雏形。1937年，蜀腴川菜社在广西路（今广西北路）开张，请到何其坤大厨掌勺，由此创立了“何派川菜”，何其坤也被称为海派川菜鼻祖。张爱玲小说《色，戒》中亦多次提到蜀腴川菜馆。1935年，董竹君在华格臬路（今宁海西路）开办了锦江川菜馆（今锦江饭店）。因其前夫是四川副都督夏之时，她曾在四川生活过，对川菜亦有了解。董竹君回到上海后便将川菜带到上海，同时她也对川菜进行改良，形成颇具特色的海派川菜。后来董竹君开办锦江饭店时，也请到何派川菜传人做主厨。1936年，绿杨村酒家（起初称为绿杨村菜社）创立，最初供应淮扬菜。1940年川菜大厨林万云掌勺绿杨村，由“扬”入“川”，由此形成了海派特色的川扬菜。绿杨村的川扬菜点制作工艺后来被评为首批上海市非物质文化遗产。1938年成立的梅龙镇酒家起初亦以淮扬菜为特色。1940年代初，话剧演员出生的吴湄接手经营不善的梅龙镇，请来川菜大厨沈子芳，推出了一系列“川扬合流”的菜肴。当时另一家知名川菜馆是位于麦赛尔蒂罗路（今兴安路）上的洁而精川菜馆。其创办于1927年，最初经营云南菜，1937年起改营川菜，主厨吕正坤是都益处主厨廖海澄的弟子。抗日战争结束后，许多人从川渝回到上海，川菜再度在上海流行。1947年《大上海指南》曾称川菜“为各帮冠”。1946年，贺壁特女士在新康路（今沙市二路）开设四川饭店（原名四川波赛饭店），请到海派川菜创始人何其坤掌勺。

## 菜式
海派川菜与传统川菜相比轻麻微辣，但更为精致，并借鉴了其他菜系、尤其是淮扬菜的长处。比如梅龙镇酒家的富贵鱼镶面是从川菜干烧鲫鱼演变而来，食材使用了江南更为看重的鳜鱼。又如麻辣炝虎尾则是将淮扬菜中的炝虎尾结合川菜中的麻辣味而成。另一道回锅肉夹饼（因法国总统希拉克访华称赞过此道菜而又称为“希拉克夹饼”）则是川菜与京帮菜的融合，以减少回锅肉的油腻感。其他海派川菜中的经典菜肴还包括干烧明虾、酱爆茄子、干烧排翅、蚝油纸包鸡、京葱贵妃鸡、陈皮牛肉、鱼香肉丝、干煸牛肉丝等等。